# Hipótesis del berserker
La hipótesis del berserker, también conocida como escenario de las sondas mortales, es la idea de que los humanos aún no han detectado vida extraterrestre inteligente en el universo porque ha sido sistemáticamente destruida por una serie de letales sondas Von Neumann. La hipótesis lleva el nombre de la serie de novelas Berserker (1963-2005) escrita por Fred Saberhagen.
La hipótesis no tiene un solo proponente conocido y, en cambio, se cree que surgió con el tiempo en respuesta a la conjetura de Hart-Tipler, o la idea de que la ausencia de sondas Von Neumann detectables es una evidencia contrapositiva de que no existe vida inteligente fuera del sistema solar. De acuerdo con la hipótesis del berserker, la ausencia de tales sondas no es evidencia de la ausencia de vida, ya que las sondas interestelares podrían «volverse locas» y destruir otras civilizaciones, antes de autodestruirse.
En su artículo de 1983 The Great Silence («El gran silencio»), el astrónomo David Brin resumió las aterradoras implicaciones de la hipótesis del berserker: es totalmente compatible con todos los hechos y la lógica de la paradoja de Fermi, pero significaría que no queda vida inteligente por descubrir. En el peor de los casos, la humanidad ya ha alertado a otros de su existencia y es la próxima en ser destruida.

«No hay necesidad de luchar para suprimir los elementos de la ecuación de Drake a fin de explicar el Gran Silencio, ni necesitamos sugerir que ningún [extraterrestre inteligente] en ningún lugar asumiría el costo del viaje interestelar. Solo tiene que ocurrir una vez para que los resultados de este escenario se conviertan en las condiciones de equilibrio en la Galaxia. No habríamos detectado tráfico de radio extraterrestre, ni ningún [extraterrestre inteligente] se habría asentado en la Tierra, porque todos murieron poco después de descubrir la radio».
Brin, David (1983). «The Great Silence». Quarterly Journal of the Royal Astronomical Society 24 (3): 283-309.

## Trasfondo
No hay evidencia confiable o reproducible de que extraterrestres hayan visitado la Tierra. Numerosos proyectos SETI no han observado transmisiones o evidencia de vida extraterrestre inteligente en ningún otro lugar del Universo que no sea la Tierra. Esto va en contra del conocimiento de que el Universo está lleno de una gran cantidad de planetas, algunos de los cuales probablemente tengan las condiciones favorables para la vida. La vida típicamente se expande hasta llenar todos los nichos ecológicos disponibles. Estos hechos contradictorios forman la base de la paradoja de Fermi, de la cual la hipótesis del berserker es una solución propuesta.

## Respuestas
Un componente clave de la hipótesis es que el sistema solar de la Tierra aún no ha sido visitado por una sonda berserker. En un análisis de 2013 realizado por Anders Sandberg y Stuart Armstrong en el Instituto del Futuro de la Humanidad en la Universidad de Oxford, predijeron que incluso un conjunto de sondas berserker replicadas lentamente, si fuera capaz de destruir civilizaciones en otros lugares, también muy probablemente ya se habrían encontrado (y destruido) a la humanidad.

## Relación con otras soluciones propuestas para la paradoja de Fermi
La hipótesis del bosque oscuro es distinta de la hipótesis del berserker en que muchas civilizaciones alienígenas aún existirían si se mantuvieran en silencio. La hipótesis del bosque oscuro puede verse como un ejemplo especial de la hipótesis del berserker, si las «sondas letales berserker» (debido a la escasez de recursos) solo se envían a sistemas estelares que transmiten señales detectables de vida inteligente. La teoría del Gran filtro es una contraparte más general de la hipótesis berserker, que postula que un gran evento o barrera impide que la vida extraterrestre en etapa temprana se convierta en civilizaciones espaciales inteligentes. En el marco de la hipótesis de berserker, el filtro existiría entre la era industrial y la colonización espacial generalizada.